# Hammarsbadet

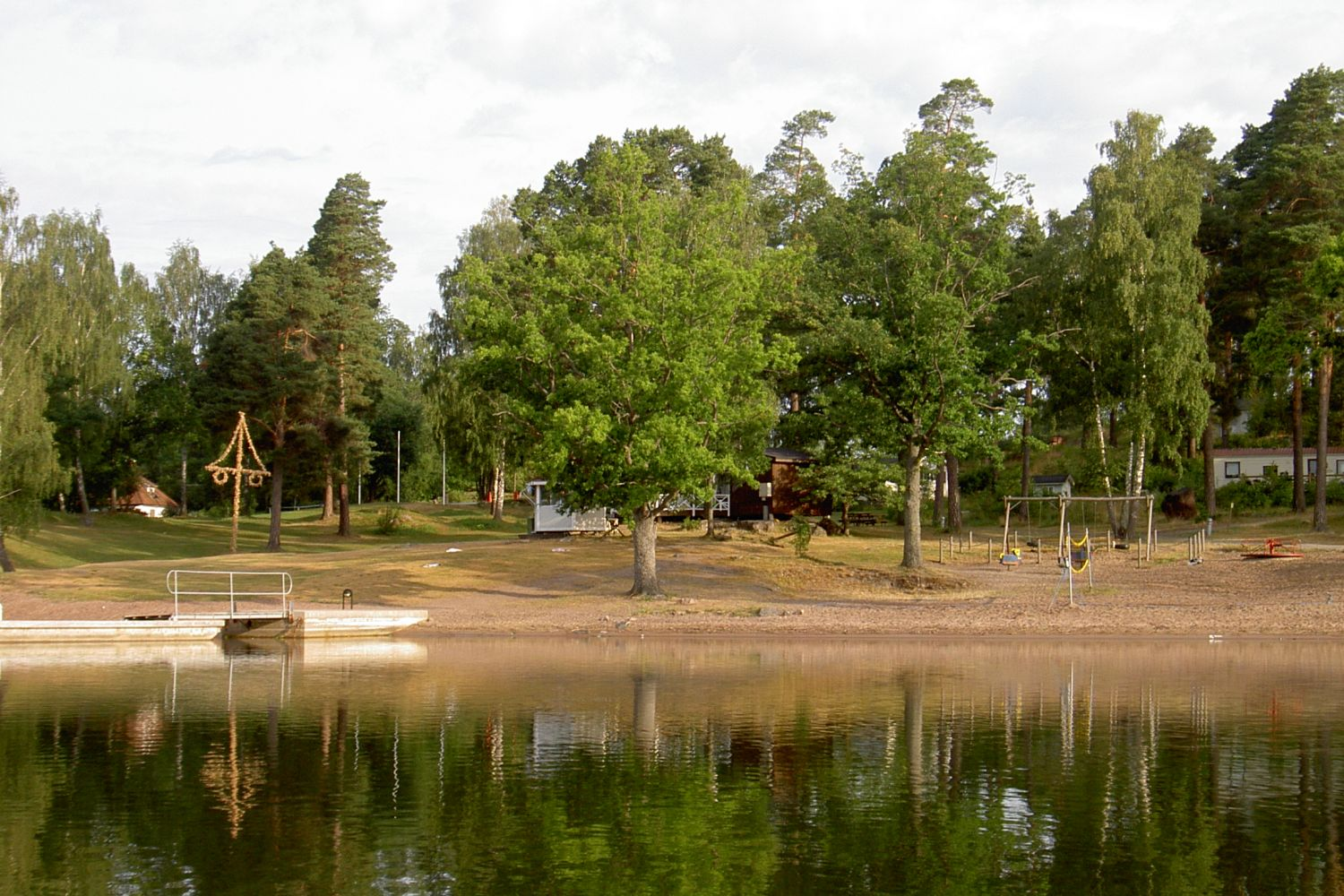
Hammarsbadet med vy från Gamlebyviken.

Hammarsbadet är en bad- och campingplats vid Gamlebyviken i Gamleby, Västerviks kommun.